# La historia de Mowgli
La historia de Mowgli (a veces llamado El libro de la selva: La historia de Mowgli) es una película de acción directa a video del año 1998 dirigida por Nick Marck, producida por Mark H. Orvitz y escrita por José Rivera y Jim Herzfeld. Es la tercera adaptación realizada por The Walt Disney Company de las historias de Mowgli de El libro de la selva de Rudyard Kipling. Está protagonizada por Brandon Baker y presenta las voces de Brian Doyle-Murray, Eartha Kitt, Clancy Brown, Peri Gilpin y Sherman Howard.
La película narra la vida de un niño llamado Mowgli (Baker) desde el momento en que vivió con humanos cuando era un infante hasta que fue criado por animales salvajes y redescubierto de nuevo como adolescente. La película fue lanzada directamente a video el 29 de septiembre de 1998.

## Argumento
En la jungla de la India, había un grupo de aldeanos que hacían turismo. Más tarde esa misma noche, Shere Khan el tigre (Sherman Howard), y su compañero Tabaqui la hiena (Stephen Tobolowsky) atacan a los aldeanos. Un niño llamado Mowgli (Brandon Baker) sale corriendo en busca de sus padres, solo para perderse. Él es finalmente llevado a una manada de lobos por los padres lobo, Akela (Clancy Brown) y Raksha (Peri Gilpin).
Mowgli se hace amigo del oso Baloo, la pantera Bagheera, el buitre Chil y el elefante Hathi. Un día, Hathi lleva a Mowgli a dar un paseo en su espalda para darle un recorrido por la jungla. Mowgli aprende que el hombre representa un peligro para la selva y los animales después de ver parte de la selva destruida por el fuego.
Durante una reunión de la manada, Mowgli y su hermana loba, la pequeña Raksha (quienes ahora son mayores) son elegidos para convertirse en cazadores de la manada, para gran consternación de los matones lobos. Shere Khan (ahora con ganas de venganza después de recibir un disparo de un humano) se enfrenta a la manada de lobos y exige que entreguen a Mowgli. Raksha y Akela se niegan, diciendo que Mowgli es su hijo. Bagheera y Baloo llegan y juran proteger a Mowgli de Shere Khan. Shere Khan le asegura a Mowgli que un día se vengará cuando la manada, Bagheera o Baloo no puedan protegerlo.
Bagheera y Baloo intentan enseñarle a Mowgli cómo cazar, lo que solo resulta en intentos fallidos de Mowgli. Bagheera luego hace que Mowgli la mire a los ojos, un truco que Shere Khan usa sobre sus víctimas, creyendo que preparará a Mowgli, si alguna vez se encuentra con Shere Khan solo. Mowgli aprende la lección y vuelve con la manada.
Una noche, los matones de lobos se juntan con Shere Khan para sacar a Mowgli de la manada, todos creyendo que el hombre no pertenece a una manada de lobos. Durante una caza, Akela asigna grupos para la caza. Mowgli se asoció con los lobos matones. Hacen que arruine la caza, haciendo que la manada pase hambre. Molesto, Mowgli decide huir de la manada.
Al día siguiente, Mowgli se escapa con algunos chimpancés a Monkey Town, ya que reclaman una "fiesta sorpresa". Sin el conocimiento de Mowgli, los chimpancés han establecido un plan con Shere Khan. Lo atrapan en una casa de madera, lo que lo hace vulnerable para Shere Khan. Chil se va para decirle a Raksha. Raksha corre a Monkey Town para rescatar a Mowgli.
Los chimpancés aseguran a Shere Khan que Mowgli está atrapado. Shere Khan procede a Monkey Town para matar a Mowgli. En Monkey Town, Shere Khan se enfrenta a Raksha. Shere Khan ataca a Raksha y la mata. Bagheera y Baloo rescatan a Mowgli y lo alejan de Monkey Town.
Al día siguiente, Hathi le informa a Mowgli que ocurrió un incidente que involucró a Raksha. Hathi lleva a Mowgli de vuelta a la manada, donde está dispuesto el cadáver de Raksha. Akela, la pequeña Raksha y Mowgli lloran la muerte de Raksha. Culpándose a sí mismo, Mowgli intenta huir de la jungla. La pequeña Raksha sale corriendo para intentar detener a Mowgli.
Mowgli se topa con un pueblo, viendo a su propia especie. Mowgli luego escucha los gritos de ayuda de la pequeña Raksha y regresa a la jungla para ayudarla. Él la libera de una trampa para osos. El pequeño Raksha entonces le recuerda a Mowgli que él tomó el "Juramento del Cazador" y no debería huir. Mowgli se da cuenta de que debe enfrentar a Shere Khan. Él decide no enfrentarse a Shere Khan como un lobo, sino como un hombre.
Esa noche, Shere Khan cae en la trampa de Mowgli, un gran círculo hecho de enredaderas. Con Shere Khan en el círculo, Mowgli prende fuego a las vides usando una cerilla que encontró en la casa de madera en Monkey Town, atrapando a Shere Khan al rodearlo de llamas. Mowgli luego expulsa a Shere Khan de la jungla mientras Bagheera, Baloo, la pequeña Raksha, Hathi y los lobos miran. Shere Khan jura que nunca regresará a la jungla, así que Mowgli le permite irse. Mowgli es elogiado por todos, incluidos los lobos, que admiten que estaban equivocados sobre él. El papel de líder de la manada se ofrece a Mowgli, pero él lo rechaza y se lo da a la pequeña Raksha.
Al día siguiente, Bagheera y Baloo le regalan a Mowgli un libro con animales de la jungla. Él les agradece y luego sale corriendo.

## Reparto
- Brandon Baker como Mowgli.
- Ryan Taylor como joven Mowgli.
- Rajan Patel como soldado indio.

### Voces
- Brian Doyle-Murray como Baloo el oso.
- Eartha Kitt como Bagheera la pantera.
- Clancy Brown como Akela la loba.
- Peri Gilpin como Raksha.
- Fred Savage como narrador.
- Marty Ingels como Hathi el elefante.
- Sherman Howard como Shere Khan el tigre.
- Stephen Tobolowsky como Tabaqui la hiena.
- Kathy Najimy como Chil el buitre.
- Dee Bradley Baker como Elefante, Abeja, Mandril, Tortuga.
- Nancy Cartwright como Wolf Pup, Doe, Macaw, Skunk, Chimpancé.
- Ashley Peldon como Teenage Li'l Raksha.
- Wallace Shawn como el chimpancé de Tarzán.
- Richard Kind como Chimpancé 1.
- Catherine Lloyd Burns como Chimpancé 2.
- Ken Campbell como lobo 1.
- Scott Menville como lobo 2.
- Quinton Flynn como Wolf 3, Bad Baboon.
- Kay Kuter como Biranyi.
- Katie Volding como Baby Li'l Raksha.
- Isaac Lichter-Marck como cachorro de lobo.
- Myles Jeffrey como cachorro de lobo.
- Dee Dee Rescher como Tortuga, Rhesus.
- Harriet Harris como tortuga, Rhesus.
- Patrick Egan como búfalo de agua , lobo, Rhesus.
- Frank Welker como puercoespín, babuino malo, venado, mandril , voces adicionales.